# Битва за Шербур
Битва за Шербур (фр. Bataille de Cherbourg) — часть Нормандской операции в ходе Второй мировой войны. Началась сразу после успешной высадки союзнических войск 6 июня 1944 года: в упорной месячной кампании американские войска на полуострове Котантен блокировали и захватили укрепленный порт Шербур, который имел жизненно важное значение для кампании в Западной Европе.

## Планы союзников
При разработке планов вторжения во Францию союзники рассчитали, что будет необходимо обеспечить контроль над глубоководным портом, чтобы иметь возможность перебрасывать подкрепления непосредственно из Соединенных Штатов. Кроме того, без такого порта ресурсы и оборудование также приходилось сначала выгружать в порту в Великобритании, а затем перегружать в самолёты, следовавшие во Францию. Шербур на оконечности полуострова Котантен был самым подходящим для обустройства транспортного узла Северной Франции.
Разработчики союзнических планов высадки решили на первых порах напрямую не высаживать десант на полуострове Котантен, так как этот сектор был отделен от основной зоны высадки в Нормандии. Назначенный в январе 1944 года главнокомандующим операции по высадке союзников британский генерал Бернард Монтгомери вернулся к идее высадки на полуострове Котантен, стремясь тем самым также расширить фронт и предотвратить немецкие попытки зажать войска вторжения в узкий коридор, а также нацеливаясь на быстрый захват Шербура.

## Высадка

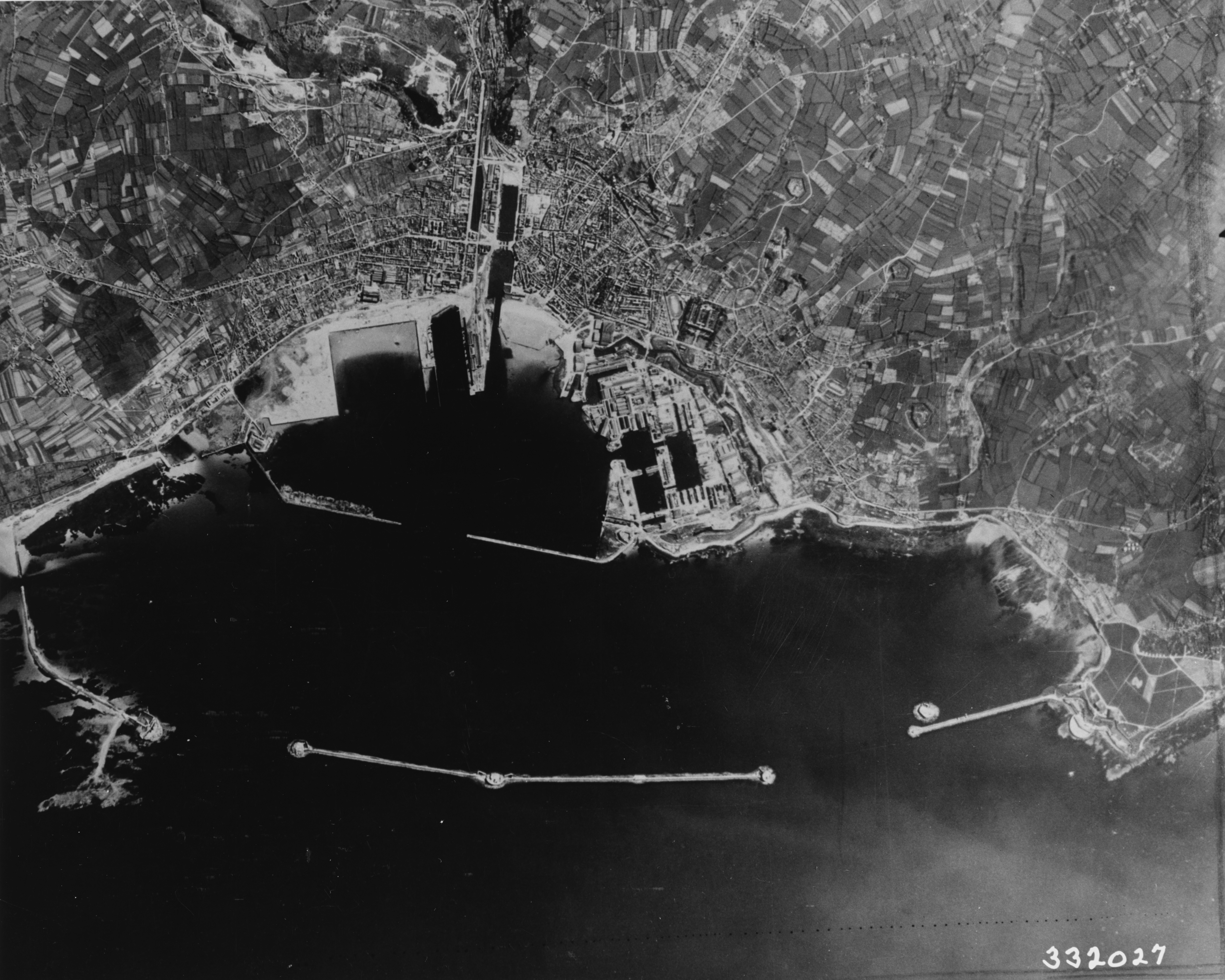
Аэрофотосъемка Шербура, 1944 (юг сверху).

В ранние утренние часы 6 июня американские десантники 82-й и 101-й десантных дивизий высадились у основания полуострова Котантен. Хотя высадка в целом не удалась, десант смог взять под контроль большинство маршрутов, по которым начал наступление VII армейский корпус США с «Пляжа Юта». 4-я пехотная дивизия США высадилась на «Пляже Юта» вскоре после рассвета с малыми потерями.
Приоритетным направлением для войск вторжения являлось продвижение дальше на восток. Тем не менее, 9 июня 101-я дивизия ВДВ смогла пересечь долину реки Дув и вступить в город Карантан на следующий день. После ожесточенных боев за каждый дом во время битвы за Карантан десантники смогли захватить город, обеспечив союзникам сплошной фронт. Фронт удалось удержать, несмотря на немецкое танковое контрнаступление 13 июня, известное как битва в Кровавом овраге.

## Продвижение через полуостров Котантен

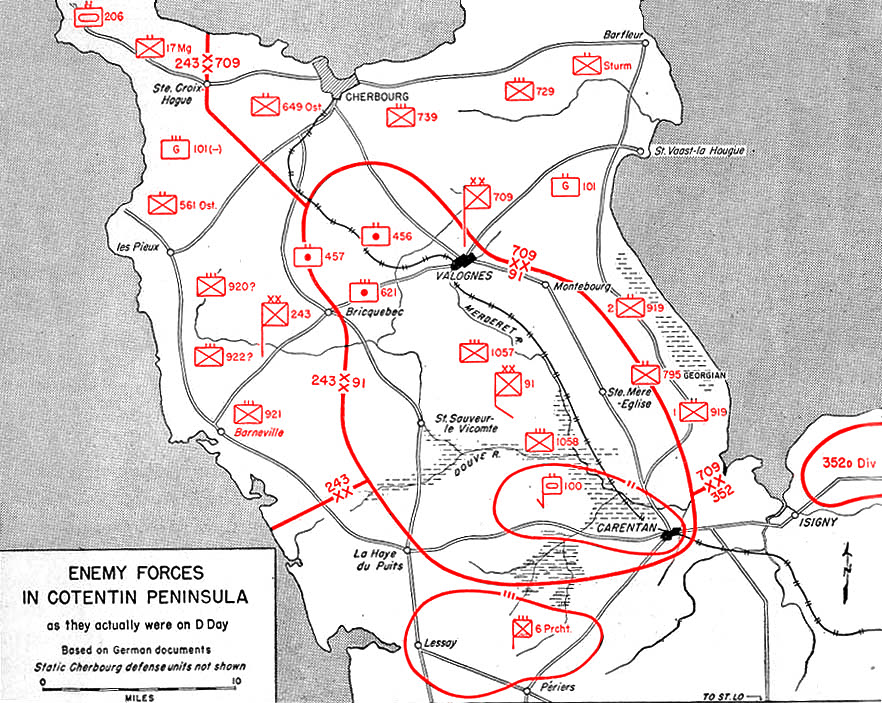
Немецкие силы на полуострове Котантен к началу Операции Оверлорд

Этот успех позволил VII армейскому корпусу США продвинуться в западном направлении, чтобы отрезать немецкие войска, находившиеся на полуострове Котантен. Корпус был усилен ещё тремя пехотными дивизиями. Генерал-майор Дж. Лоутон Коллинз, командир корпуса, всеми силами старался поддерживать продвижение на север, к Шербуру, заменяя подразделения на линии фронта или снимая офицеров, если продвижение замедлялось.
Немецкие силы, противостоявшие VII корпусу, были составлены из нескольких полков и боевых групп, многие из которых уже понесли тяжелые потери в боях против американских десантников в первые дни высадки. Очень немногие немецкие танковые или мобильные войска могли быть направлены в эту часть фронта — немцы почти все резервы перебрасывали для защиты Кана от основных сил вторжения. Прибывали, и то очень медленно, лишь пехотные подкрепления. Ещё перед началом вторжения немцы затопили долину реки Дув, но в условиях американского наступления это сыграло только против них, так как обеспечило южный фланг союзников.
К 16 июня американцы не встречали серьёзных препятствий и продолжали двигаться на север. Немецкое командование было в растерянности. Эрвин Роммель и другие командиры предпочли переместить свои войска за укрепления Атлантического вала у Шербура, где они могли выдержать осаду в течение некоторого времени. Адольф Гитлер потребовал, чтобы они держали свои нынешние позиции при любых обстоятельствах.
Поздно вечером 17 июня Гитлер решил, что войска могут отступить, но дал указание занять новую линию обороны, обхватывая весь полуостров только к югу от Шербура. Роммель протестовал против этого уже невыполнимого в тех условиях приказа, но он все-таки уволил генерала Фармбахера, командующего LXXXIV корпусом, который, по его мнению, пытался обойти его в выполнении приказа Гитлера.

## Атака на Шербур

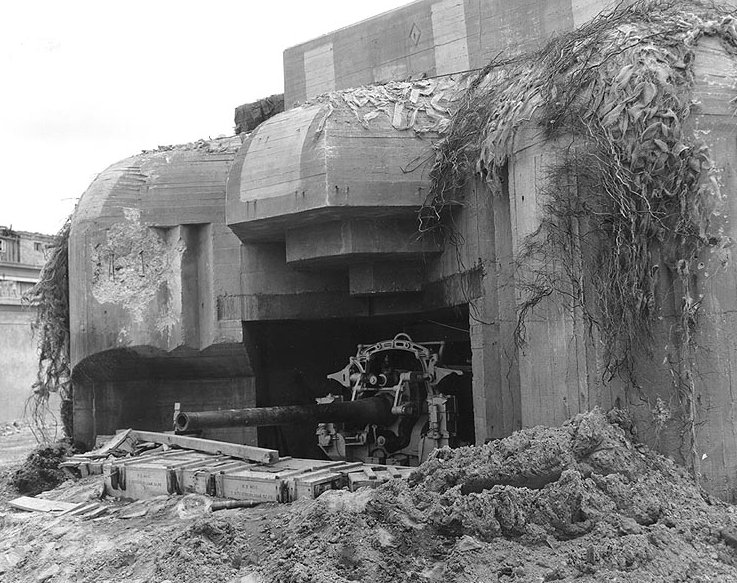
Немецкий дот

18 июня американская 9-я пехотная дивизия достигла западного побережья полуострова Котантен. В течение 24 часов 4-я, 9-я и 79-я стрелковые дивизии двинулись на север широким фронтом от западного до восточного побережья полуострова. Недостаточно укрепленные позиции немцев на западной стороне полуострова и на восточной стороне, а также у города Монтбур были уничтожены. Американцы обнаружили несколько крупных схронов ракет Фау-1, а также установку для запуска ракет Фау-2 в Британию
Через два дня американские дивизии уже находились в пределах досягаемости Шербура. Командир гарнизона, генерал-лейтенант Карл-Вильгельм фон Шлибен, имел в своем распоряжении около 21000 человек, но многие из его подразделений были спешно составлены из списанных на берег матросов и ополченцев. Войска, отступившие в Шербур (включая остатки собственного корпуса фон Шлибена, 79-го), были утомлены и дезорганизованы. Продукты питания, топливо и боеприпасы были на исходе. Военно-воздушные силы осуществили несколько поставок, но в основном это были не продукты или боеприпасы, а Железные кресты, предназначенные для укрепления морального духа гарнизона. Несмотря на все эти факторы, фон Шлибен отклонил ультиматум о сдаче и начал готовить город к уличным боям, чтобы не пустить союзников к порту, а также разрушать портовые сооружения.
Коллинз начал общее наступление 22 июня. Сопротивление сначала было ожесточенным, но американцы медленно очищали от немцев бункеры и доты. Союзные военные корабли обстреляли немецкие укрепления близ города 25 июня-26 июня, британская элитная штурмовая группа No. 30 Commando начала штурм Оствиля — юго-западного пригорода Шербура. Здесь размещался штаб немецкой военно-морской разведки, который коммандос захватили вместе с 20 офицерами и 500 солдатами. В тот же день 79-я пехотная дивизия захватил Форт-дю-Руль, который доминировал над городом. Это прекратило организованную оборону немцев. Фон Шлибен был взят в плен. Причальные укрепления и арсенал сдались 29 июня, после того как офицеры союзников, капитан Блаззард и полковник Тиг, убедили немецких офицеров сдать позиции, серьёзно преувеличив численность союзников и их способности к осаде. Некоторые немецкие войска, отрезанные от города, держались до 1 июля.

## Последствия

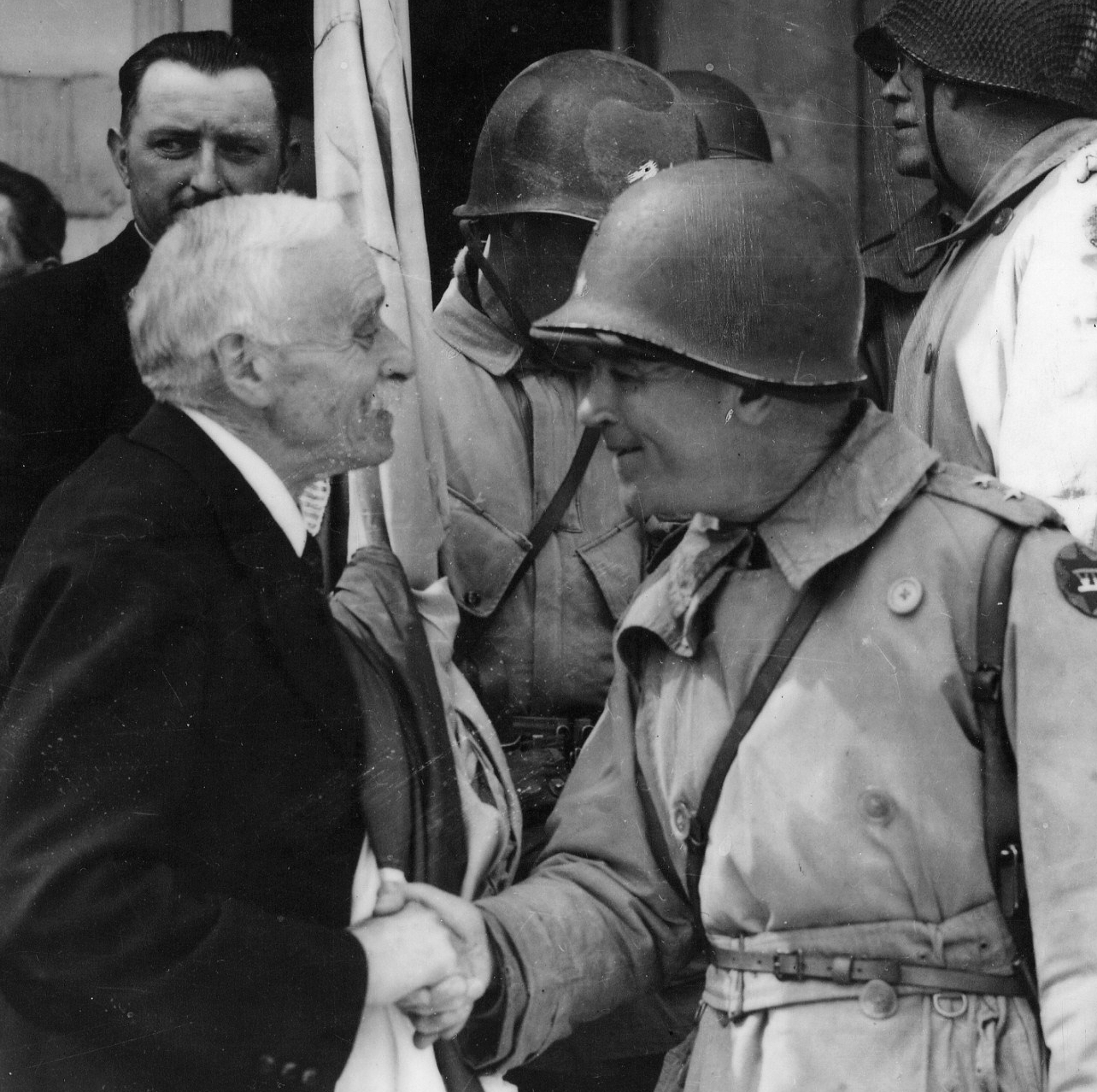
Мэр Шербура благодарит генерала Коллинза за освобождение города.

Немцы так основательно разрушили портовые сооружения Шербура, что Гитлер наградил за это Рыцарским крестом контр-адмирала Вальтера Хеннеке с формулировкой «за беспрецедентный подвиг в истории береговой обороны». Порт не был введён в эксплуатацию до середины августа, хотя первые корабли смогли использовать гавань в конце июля. Тем не менее немцы потерпели крупное поражение в результате на своем западном фланге, что также спровоцировало суровую реакцию Гитлера. Генерал-полковник Фридрих Долльман, командующий немецкой 7-й армией, умер 28 июня, лишь узнав о военном трибунале по расследованию падения Шербура (как сообщается, от сердечного приступа, но, возможно, покончил с собой путём отравления).